# Dario Argento
Dario Argento (* 7. září 1940 Řím) je italský režisér, scenárista a producent především hororových filmů.

## Životopis
Začínal v roce 1968 jako scenárista ve westernovém snímku Tenkrát na Západě režiséra Sergia Leoneho.
Westerny jej však příliš nenadchly. Až v roce 1975 natočil úspěšný thriller Tmavě červená, kde do hlavní role obsadil Davida Hemmingse a Dariovu manželku Dariu Nicolodi. Tento film měl mezinárodní úspěch a tím také odstartovala jeho osobní kariéra.
V současnosti[kdy?] je považován za jednoho z nejlepších filmových režisérů v oblasti hororu a thrilleru. Quentin Tarantino přiznal, že je Dario pro něj příkladem jak natáčet filmy. Argento získal i několik mezinárodních ocenění. V USA, Japonsku či Německu patří k nejoblíbenějším režisérům hororových filmů. V roce 1978 byl producentem zombie hororu George A. Romera — Úsvit mrtvých. Režisér Alfred Hitchcock po zhlédnutí filmu Tmavě červená o Argentovi v tisku řekl: „Z tohoto italského mladíka začínám mít strach“.
V jeho filmech účinkovaly herecké legendy jako Jennifer Connelly, Rutger Hauer, David Hemmings, Giuliano Gemma, Jessica Harper, Donald Pleasence, Max von Sydow, Udo Kier, Asia Argento, Adrien Brody, Harvey Keitel, Bud Spencer, Liam Cunningham, Julian Sands, Michele Soavi, Philipe Leroy, Piper Laurie, James Russo a další. Mezi jeho nejúspěšnější filmy patří kromě filmu Tmavě červená i Phenomena, Suspiria nebo Tenebre. Phenomena je zároveň i jeho nejoblíbenější film a vyniká nádhernou hudbou skupin Goblin a také Iron Maiden, která k filmu složila píseň Flash Of The Blade. Film Suspiria se zařadil mezi 100 nejstrašidelnějších hororů všech dob a v roce 2018 vznikl remake filmu v režii Luca Guadagnino.

## Filmografie
- 2012 – Dracula 3D (horor ITA/FRA)
- 2009 – Giallo (thriller USA/ITA)
- 2007 – Armáda Démonů (horor ITA/USA)
- 2006 – Líbí se Ti Hitchcock? (thriller ITA/FRA pro TV RAI)
- 2005 – Mistři hororu: Jenifer (seriál USA)
- 2004 – Karetní hráč (thriller ITA/VB)
- 2001 – Vrah přichází v noci (thriller ITA)
- 1998 – Fantom opery (drama ITA/MAĎARSKO)
- 1996 – Stendhalův syndrom (thriller ITA)
- 1993 – Trauma (thriller USA)
- 1990 – Dvě ďábelské oči (horor USA/ITA)
- 1987 – Děs v opeře (thriller ITA)
- 1985 – Phenomena (horor ITA/ŠVÝCARSKO)
- 1982 – Tenebre (thriller ITA)
- 1980 – Inferno (horor ITA)
- 1977 – Suspiria (horor ITA/SRN)
- 1975 – Tmavě červená (thriller ITA)
- 1973 – Pět dnů (válečný ITA)
- 1972 – Čtyři mouchy s šedým hedvábím (thriller ITA)
- 1971 – Očitý svědek (thriller ITA pro TV RAI)
- 1971 – Tramvaj (thriller ITA pro TV RAI)
- 1971 – Devítiocasá kočka (thriller ITA)
- 1970 – Pták s křišťálovým peřím (thriller ITA/SRN)
- 1968 – Dnes já, zítra ty! (western ITA – spolupráce na režii)

## Produkce, scénář, námět
- 1968 – Tenkrát na Západě /námět, scénář/ (western ITA/USA, režie Sergio Leone)
- 1978 – Úsvit mrtvých /produkce, scénář, hudba/ (horor USA/ITA, režie George A. Romero)
- 1985 – Démoni /produkce, námět/ (horor ITA, režie Lamberto Bava)
- 1986 – Démoni 2 /produkce, námět/ (horor ITA, režie Lamberto Bava)
- 1990 – Dvě ďábelské oči /produkce, scénář, námět/ (horor USA/ITA, režie Dario Argento/George A. Romero)
- 1990 – Svatyně /produkce/ (horor ITA/NĚMECKO, režie Michele Soavi)
- 1991 – Sekta /produkce/ (thriller USA/ITA, režie Michele Soavi)
- 2000 – Scarlet Diva /produkce/ (drama ITA, režie Asia Argento)